# Undertale
Undertale (дословно переводится как «Подземная сказка» или «Подземная история») — компьютерная ролевая игра, разработанная американским программистом и композитором Тоби Фоксом. Игрок управляет ребёнком, который случайно упал в пропасть и попал в Подземелье — большой изолированный от людей мир. В попытках вернуться домой игрок встречает множество различных существ, некоторые из которых относятся к нему враждебно. Во время битвы игрок управляет маленьким сердцем, которое символизирует душу героя; избегая атак противника в стиле «Bullet Hell», игрок может убить нападавшего или пощадить, что впоследствии будет влиять на концовку. Также на концовку влияет взаимодействие с иными персонажами вне сражения.
Тоби Фокс создал Undertale своими силами, включая написание сюжета и музыки; лишь некоторые дополнительные спрайты были нарисованы его коллегой Темми Чанг. На создание Undertale Фокса вдохновила японская ролевая игра EarthBound, а также английская ситуационная комедия «Мистер Бин». Изначально предполагалось, что игра будет длиться примерно два часа и будет выпущена в середине 2014 года, но разработка затянулась на ближайшие три года.
Игра была выпущена для Microsoft Windows и OS X в сентябре 2015 года, а затем для Linux в июле 2016 года. Версия для PlayStation 4 и PlayStation Vita была выпущена в августе 2017 года, а в сентябре 2018 года игра вышла на Nintendo Switch. 16 марта 2021 года вышла версия для Xbox One. После выпуска копии Undertale стали продаваться миллионами, критики высоко оценили игру, и она была выдвинута на множество наград, в том числе как «Игра года». В конце 2018 года была выпущена первая глава игры Deltarune, почти не связанная с Undertale.

## Игровой процесс

Пример битвы в Undertale в стиле bullet hell. Управляя сердцем, игрок должен избегать атак Ториэль.

Undertale — ролевая игра, выполненная в пиксельной графике, использующая традиционные механики ролевых компьютерных игр, такие как получение очков опыта, оружие и очки здоровья, но с некоторыми отличиями. Сеттинг позволяет игроку путешествовать по подземелью, в том числе посещать различные локации. По ходу действия игроку придётся столкнуться с разного рода головоломками, а также взаимодействовать с неигровыми персонажами. Также во внешнем мире игроку встречаются точки сохранения, которые позволяют сохранить его текущий прогресс, попутно восстановив очки здоровья. В сражениях, выполненных в стиле Bullet Hell, игрок должен избегать атак противника. Он может использовать ненасильственные методы разрешения конфликта (говорить, использовать предметы, убегать, щадить), либо ударить в ответ. Если игрок выберет правильное действие по отношению к врагу, или побьёт его до того момента, пока у монстра не останется здоровья на 1 удар, у него появится возможность пощадить нападавшего (2-й способ работает только на обычных монстров). Во время битвы монстры разговаривают с героем: их чувства и действия передаются через игровые сообщения. Агрессивность атак монстров будет меняться в зависимости от того, как игрок взаимодействует с ними: если не применять насилия, то уворачиваться от атак станет проще, и наоборот. Во время боя с каждым из боссов по-разному меняется манера управления душой.
В игре присутствуют разветвления сюжета и различные концовки (три из которых являются главными), зависящие от того, убивает ли игрок монстров или щадит их, и выполняет действия особых нейтральных концовок (донести до конца кусочек снеговика, пройти игру без лечащих предметов)

## Сюжет
Сюжет игры рассказывает о том, что когда-то давно две расы правили Землёй: монстры и люди. Но однажды между ними вспыхнула война, победу в которой одержали последние. Семь величайших человеческих магов заперли монстров под землёй с помощью заклинания Барьера. Единственным входом в Подземелье является небольшое отверстие в горе Эботт.
Через много лет после окончания войны в это отверстие ненароком падает человеческое дитя, которым является игрок. Там он встречает Флауи, и монстр объясняет герою основные игровые механики и предлагает повышать индикаторы «LV» или «LOVE», зарабатывая очки «EXP», убивая монстров. Когда Флауи пытается убить дитя, забрав его душу, героя спасает Ториэль, монстр, похожий на козу. Она наоборот обучает дитя решать головоломки и решать конфликты в подземелье, избегая насилия. Она обращается с героем с материнской любовью и желает защитить его от Азгора Дримурра, повелителя подземелья. Главная задача героя — исследовать мир монстров, познакомиться с его жителями и найти выход из этого подземелья.
Герой покидает Ториэль в поисках замка Азгора, в котором находится барьер, ведущий к поверхности. Во время своих приключений, дитя встречает других монстров, самые значимые для сюжета — Санс и Папирус, братья-часовые Леса Сноудина, Андайн — глава королевской гвардии, Альфис, придворная учёная и Меттатон — телеведущий-робот, фактически созданный Альфис. С некоторыми из вышеописанных персонажей герою приходится вступить в бой. Игрок может выбрать, убить их или проявить милосердие, в последнем случае, дитя может подружиться с ними.
По мере прохождения, герой постепенно узнаёт о причинах вспыхнувшей войны между монстрами и людьми и что, как оказалось, до него в Подземелье уже несколько раз попадали другие дети. Азриэль, сын Азгора и Ториэль, подружился с первым человеческим ребёнком, которого также усыновили родители Азриэля. Однако ребёнок смертельно заболел, и его последним желанием стало «увидеть цветы из родной деревни». Азриэль поглотил его душу и смог пройти через Барьер. Когда Азриэль вернул тело ребёнка людям, те в ярости напали на него и смертельно ранили, после чего Азгор решил убивать и забирать души каждого человека, падающего в Подземелье, чтобы сломать Барьер и отомстить людям. Для этого ему нужно собрать семь человеческих душ, и для завершения плана ему не хватает одной души — подразумевается, что это должна быть душа героя.
Дальнейшее развитие игры зависит от того, какие решения принимал игрок при столкновении с монстрами, игра выделяет три основных пути развития сюжета:
- Нейтральный путь получается, если игрок убил некоторых монстров, а часть помиловал[10]. Дитя прибывает в замок Азгора и узнаёт, что для пересечения барьера, ему нужна душа одного монстра и он вступает в борьбу с Азгором. Перед этим Санс объясняет, что индикатор «LOVE» — это на самом деле «Level of Violence» (уровень резни), а «EXP» — это «Execution Points» (очки пыток), а не опыта, как мог подумать игрок. Герой снова сражается с Азгором, но их прерывает Флауи, убивая Азгора и похищая человеческие души. С помощью восставших душ герой побеждает Флауи и появляется в комнате, в которой есть выход на поверхность. Вскоре после выхода на поверхность, протагонисту звонит Санс и рассказывает, что произошло с подземельем после ухода человека. Эпилог имеет множество вариантов в зависимости от того, кого убил или пощадил герой.
- Путь пацифиста развивается, если игрок избегает убийств монстров. При прохождении игрок старается подружиться со всеми, используя различные действия и в некоторых случаях флирт. К концу сюжета, герой узнаёт, что Флауи — реинкарнация Азриэля, созданная в рамках исследований Альфис. До предполагаемого сражения с Азгором, Ториэль и остальные монстры, с которыми герой подружился, решают вмешаться. Однако Флауи устраивает засаду, забирая все человеческие души и души монстров, чтобы принять свою супер форму Азриэля и сразиться с героем. Во время битвы, человек воссоединяется со своими новыми друзьями, в конце концов одерживает победу. Азриэль обращается в детскую форму, разрушает барьер и выражает свое раскаяние другим перед тем, как уйти. Герой падает без сознания и после пробуждения обнаруживает себя в кругу друзей. Игрок узнаёт имя героя — Фриск. Монстрам открыт проход на поверхность и они объединяются с людьми. Ториэль может стать приёмной матерью героя.
- Путь геноцида развивается, если игрок будет не просто убивать абсолютно всех монстров при возможности[8][10], а специально провоцировать их нападение, чтобы убить их. При таком пути почти все боссы будут умирать с 1 удара, и боя с ними не будет, за исключением Андайн и Санса. Первая после получения смертельного урона обращается в бессмертную Андайн. Когда протагонист попадает в «последний коридор» перед замком Азгора, Санс пытается остановить его, но дитя убивает скелета и направляется в замок Азгора. Флауи, в попытке искупления убивает Азгора, но сам оказывается убит протагонистом. Появляется Чара, которая даёт игроку «выбор», но в любом случае уничтожает мир. Чтобы запустить перепрохождение в игре, герой должен отдать душу «Чаре» чтобы восстановить мир. При этом повторное сюжетное прохождение сопровождается рядом необратимых изменений.

## Разработка
Созданием игры занимался Тоби Фокс в течение 32-х месяцев. Разработка Undertale была профинансирована через сервис Kickstarter с целью собрать 5000 $. В итоге было собрано 51 124 $, а количество пожертвовавших деньги составило 2398 человек. Работа над игрой началась с создания боевой системы с помощью конструктора игр GameMaker: Studio. Фокс желал создать ролевую игру, но при этом избегать традиционного дизайна, который создатель считал слишком скучным. Он хотел ввести туда персонажей с интересной предысторией и создать игру, которая использует саму среду, как средство повествования, вместо типичной ролевой игры, где развитие сюжета и прохождение игры существуют в основном раздельно.
Разработка велась независимо, не считая работы над художественным дизайном. Фокс старался не полагаться на остальных. У него уже имелся небольшой опыт в разработке видеоигр: Фокс и его три брата часто создавали ролевые игры с помощью RPG Maker 2000, хотя некоторые из них так не были завершены. Фокс также, ещё обучаясь в старшей школе занимался ромхакингом игры EarthBound. Темми Чанг работала над основными художественными концепциями к игре, создала большинство спрайтов и концепт артов. Фокс заметил, что при больших бюджетных средствах вероятно оставил бы художественный дизайн игры неизменным, считая, что игровой аудитории легче привязываться к просто нарисованным персонажам, без детальных излишеств, особенно если использовать гэги.

### Дизайн
Механика обороны в боевой системе создавалась под впечатлением серии игр Mario & Luigi, а также шутеров типа «bullet hell», таких, как Touhou Project. Работая над боевой системой, Фокс стремился создать механику, которая ему лично нравилась. Он хотел, чтобы боевая система была столь привлекательна, как играх Super Mario RPG (1996) или Mario & Luigi: Superstar Saga (2003). Боевая система в последней игре является у создателя одной из его любимых. Он хотел, чтобы в Undertale присутствовало нечто подобное. Фокс не хотел делать гриндинг важной составляющей игры, а лишь дать такую возможность людям, которым всё же захочется заняться этим. Также Фокс не хотел добавлять в игру квесты, в которых требуется отнести куда-либо какой-то предмет, объясняя это тем, что в них часто требуется возвращаться в предыдущие локации, что Фоксу не нравится. Затрагивая уровень сложности игры, Фокс хотел сделать её лёгкой и увлекательной. Специально для этого, в качестве тестеров, разработчик пригласил друзей, не имевших опыт игры в шутеры. При этом они не сумели пройти игру.
Система диалогов создавалась под вдохновением игры Shin Megami Tensei (1992), особенно механика игрового процесса, позволяющая игрокам общаться с монстрами. Фокс хотел ещё дальше развить данную механику посредством того, что герой может избежать с ними сражения, вступив в диалог. Когда он начал работать над данной механикой, идея прохождения игры без убийства врагов «просто развивалась естественным образом» со слов Фокса. Тем не менее он никогда не задумывался об исключении возможности сражаться с монстрами. Когда создателя спросили об уровне сложности игры без убийств, Фокс ответил, что это «сама суть основных тем, затрагиваемых в игре» и что игроки должны подумать об этом сами. Разработчик также вдохновлялся игрой Moon: Remix RPG Adventure (1997), хотя сам не играл в неё. В данной игре, персонаж мог восстанавливать повреждения «Героя» и повышать свой «уровень любви», помогая персонажам, вместо того, чтобы наносить им вред.

### Сценарий
Изначально Фокс планировал сделать игру проходимой за два часа, однако это число увеличилось втрое. Также Фокс сказал, что не задумывается над тем, что конкретно послужило вдохновением для создания истории, и что написание сюжета вобрало в себя сочетание всего, что он когда-то читал. Со слов Фокса, идея «заточения в подземном мире» была вдохновлена видеоигрой Brandish. Также по его словам, на него повлияла глупость интернет-культуры и телекомедий, таких как «Мистер Бин». Он также заявил, что на него сильно повлияла игра EarthBound ввиду её неуютной атмосферы. При создании сюжетной линии, разработчик в целом стремился сделать вызов и оспорить многие концепции, не подвергающиеся сомнению во многих видеоиграх. Фокс заметил, что благодаря этому, ему стало легче определять тон сцен и задавать настроение персонажам. Создание игровой вселенной он назвал естественным процессом, так как через истории разработчик отражал собственную личность, свои мысли и переживания. Фокс также считал важным, чтобы монстры тоже были полноценными личностями. В качестве противоположности, разработчик упомянул серию Final Fantasy, заметив, «что важно дать понять монстру, что его воспринимают как личность. Если подумать, то все монстры в играх вроде Final Fantasy одинаковы, не считая графической составляющей. Они атакуют тебя, ты лечишься, ты атакуешь их, они умирают. В этом нет никакого смысла».
Персонаж Ториэль, которая появляется в самом начале игры создавалась, как пародия на обучающих персонажей. Фокс признался, что его очень раздражала фея-компаньон из игры The Legend of Zelda: Skyward Sword, которая часто слишком рано раскрывала ответы на загадки. Фокс также считал, что играм не хватает «матерей» — заботливых персонажей по отношению к герою, упоминая такие игры, как EarthBound Beginnings и серии игр Pokémon, где персонажи-матери были скорее символами, нежели персонажами. Так, Ториэль создавалась, как «мама и которая действует, как мама» и «искренне заботится» об игроке.

### Саундтрек
Тоби Фокс, создатель игры, полностью написал саундтрек с помощью FL Studio. Разработчик утверждал, что является музыкантом-самоучкой и сочинил большинство треков с небольшими повторениями. При создании мелодий Фокс вдохновлялся саундтреками ролевых игр консоли Super Nintendo, таких, как EarthBound, а также веб-комиксом Homestuck, к которому Фокс также писал часть музыки. Разработчик заметил, что в целом старается черпать вдохновение у любой музыки, которую он слушает, особенно музыки из видеоигр. Со слов Фокса, более 90 % его песен были написаны специально для Undertale, хотя трек «Megalovania», играющий во время босс-битвы с Сансом, был взят из Homestuck и одного из созданных Фоксом ромхаков EarthBound. Треки создавались ещё до того, как разработчик приступал к созданию игровых сцен, так как мелодии помогали «понять, как должна развиваться сцена». Сначала Фокс использовал трекер для создания мелодий, но признался, что это было слишком трудно для него. В конце концов он нашёл выход, проигрывая музыкальные фрагменты отдельно и затем объединяя их в трекере. Через год после выхода игры, в 2016 году, Фокс выпустил пять неиспользованных музыкальных треков в своём блоге. Четыре трека были затем выпущены в качестве официального загружаемого контента в ритм-игре Groove Coaster от Taito.
Музыкальное сопровождение в целом было положительно воспринято игровыми критиками, которые сослались на него, как одну из причин успеха игры. В частности они похвалили умелое использование лейтмотива для различных персонажей, а также то, как саундтрек отражает моральные выборы игрового персонажа. Различные музыкальные группы также использовали саундтрек Undertale для создания ремиксов. В рамках пятилетней годовщины со дня выпуска игры, саундтрек был исполнен Music Engine, оркестром из Японии в рамках концерта при поддержке Fangamer и 8-4.

## Выпуск
Игра вышла 15 сентября 2015 года на Microsoft Windows и macOS, и 17 июля 2016 года в версии для Linux. Тоби Фокс высказывал интерес к изданию Undertale на других платформах. Однако ему не удалось портировать её на приставки Nintendo без перепрограммирования игры из-за того что в движке не было поддержки этих платформ. В январе 2016 года вышел патч, исправляющий баги и изменяющий внешний вид «голубых» атак для того чтобы дальтоники могли различать их. Sony Interactive Entertainment анонсировала на E3 2017 что Undertale выйдет на PlayStation 4 и PlayStation Vita, у игры будет японская локализация, и что розничная версия будет издана компанией Fangamer. Данные версии вышли 15 августа 2017 года. Версия для Nintendo Switch была анонсирована в марте 2018 года на Nintendo Direct, однако конкретная дата не была названа. Издание Undertale на Switch было связано с соглашением между Nintendo и YoYo Games о том, что пользователи GameMaker Studio 2 смогут экспортировать свои игры напрямую на Switch. Версия для Switch вышла 15 сентября 2018 года в Японии, и 18 сентября 2018 года по всему миру. Издание всех консольных портов осуществлялось компанией 8-4.
Были выпущены и другие материалы и товары, связанные с Undertale, в том числе игрушечные фигурки и плюшевые игрушки на основе персонажей из игры. Официальный саундтрек был выпущен совместно с игрой. Кроме этого, были изданы два официальных альбомных кавера на Undertale: альбом Determination от RichaadEB и Ace Waters в жанре метал, а также джазовый альбом Live at Grillby’s 2016 года, написанный Карлосом Эйеном, более известным как insaneintherainmusic. В 2016 году был издан ещё один джазовый альбом, основанный на музыке из Undertale — Prescription for Sleep — исполненный саксофонистом Норихико Хибино и пианисткой Аяки Сато. В том же году на двух виниловых пластинках был издан альбом саундтрека Undertale, выпущенный лейблом iam8bit.

### Deltarune
На Хэллоуин 2018 года Фокс выпустил первый эпизод игры Deltarune, «предназначенной тем, кто прошёл Undertale». Фокс писал, что этот эпизод является первой частью нового проекта, и что он рассматривал издание «программы для проведения опроса», чтобы определить, в каком направлении разрабатывать проект дальше. Он уточнил, что Deltarune будет гораздо большим проектом, нежели Undertale. Фокс заявил, что на создание первой части Deltarune ушло несколько лет, и это заняло куда больше времени, чем создание демоверсии Undertale. Из-за более широкого охвата игры он ожидает что ему нужна команда для разработки Deltarune, и что нет чёткого срока на её завершение. Закончил он тем, что когда игра будет закончена, она будет выпущена одним цельным комплектом. По плану Фокса в Deltarune будет всего одна концовка, вне зависимости от выборов игрока во время прохождения.

## Отзывы
| Сводный рейтинг       | Сводный рейтинг                      |
| Агрегатор             | Оценка                               |
| --------------------- | ------------------------------------ |
| GameRankings          | (PC) 94,11 % (PS4) 92,50 %           |
| Metacritic            | (PC) 92/100 (PS4) 92/100 (NS) 93/100 |
| Иноязычные издания    |                                      |
| Издание               | Оценка                               |
| Destructoid           | 10/10                                |
| Game Informer         | 9,5/10                               |
| GameSpot              | 9/10                                 |
| IGN                   | 10/10                                |
| PC Gamer (US)         | 91/100                               |
| US Gamer              | [ 66 ]                               |
| Giant Bomb            | [ 67 ]                               |
| Русскоязычные издания |                                      |
| Издание               | Оценка                               |
| Riot Pixels           | 60 %                                 |
| «Игромания»           | 9,0/10                               |

Игра добилась всеобщего признания со стороны игровых критиков и рядом обозревателей была признана культовой. По версии агрегатора Metacritic, средняя оценка игры для ПК составила 92 балла из 100 возможных на основе 43 обзоров. По состоянию на 2015 год, Undertale занимала третье место в списке самых оценённых игр на ПК на Metacritic, и заняла место среди 50 самых популярных игр всех времён. Игру хвалили за её сюжетную линию, уникальных персонажей и боевую систему. Тайлер Хикс с сайта GameSpot назвал игру, «одной из самых продвинутых и инновационных РПГ, появившихся за долгое время», а Кэлли Пладж с сайта IGN назвал её «мастерски созданным опытом». К концу 2015 года, в рамках предварительного отчёта Steam Spy, было объявлено, что Undertale стала одной из самых продаваемых игр на Steam c проданными 530 343 копиями. В начале февраля 2016 года, продажи игры достигли отметки в миллион, а к июлю 2018 года, продажи цифровых копий Undertale достигли три с половиной миллион единиц. В Японии по состоянию на февраль 2018 года, цифровые копии игры были куплены 100 000 раз в онлайн-магазинах PlayStation 4 и PlayStation Vita.
Даниел Тэк с сайта Game Informer описал боевую систему, как «невероятно детализированную», комментируя уникальность столкновения с каждым врагом. Остин Уолкер с сайта Giant Bomb также похвалил сложность боевой системы, назвав её «необычайно умной, а порой и очень сложной». Бенджамин Крошоу с сайта The Escapist высоко оценил способность игры сочетать пошаговые и живые боевые элементы. Представитель IGN также оценил игру за возможность избегать сражений и вместо этого идти на дружеские соглашения. Джессе Сингал с сайта The Boston Globe также заметила, что возможность сопереживать монстрам во время боя при выборе ненасильственных действий стала главным достоинством Undertale, «её самым сладким ядром».
Критики также похвалили игру за её повествовательную линию, критик IGN назвал её «великолепной». Крошоу с сайта назвал Undertale игрой с лучшей историей 2015 года, написав, что «с одной стороны она веселая … но в конце концов, довольно душевная». Бен Дэвис с сайта Destructoid похвалил игровых персонажей и комедийный элемент. Он также сравнил сюжет и персонажей с игрой Cave Story (2004). Ричард Коббетт с сайта PC Gamer оставил похожее мнение, заметив, что «даже её самые слабые моменты … просто о работе».
Оценка художественного стиля игра была смешанной. Уолкер с сайта Giant Bomb назвал графику «простой, но обобщённой». Критик IGN писал, что игра «не всегда выглядит красивой», а «порой и страшной», но этот недостаток компенсировался хорошими анимациями и музыкой. Крошау с сайта The Escapist заметил, что графика «колеблется от базовой и практичной, до просто плохой». Часть критиков оценили графику: Дэниел Так с сайта Game Informer считал, что художественный стиль подходит персонажам и сеттингу игры, а Ричард Коббет с сайта PC Gamer оценил способность визуальных эффектов передавать эмоции.

## Влияние

### Фэндом

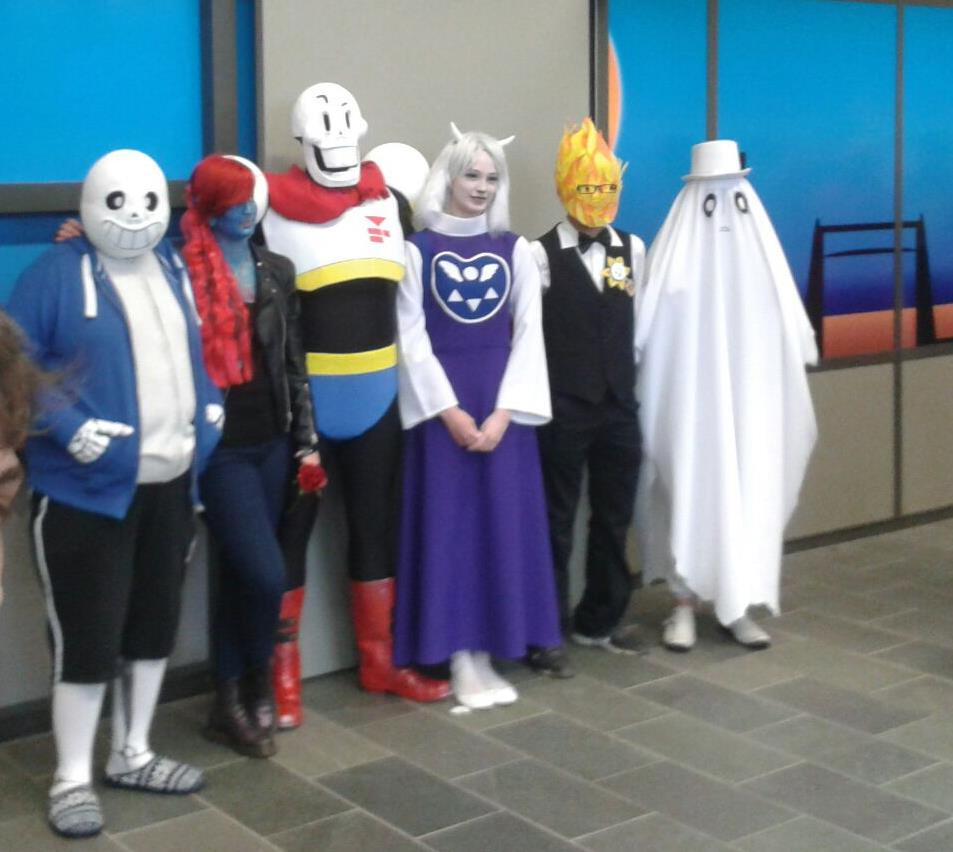
Косплей персонажей Undertale

Примерно через пять лет после выхода, Фокс прокомментировал, что был удивлён, насколько игра стала популярной, с одной стороны он оценил такое повышенное внимание к своей игре, однако признался, что это стало для него источником стресса: «я не удивлюсь, что мне никогда не удастся создать игру, которая будет такой же успешной». Игровая аудитория особенно оценила игровых персонажей, особенно персонажей Санса и Папируса, начав создавать многочисленные фанатские арты и фанфики. Интернет в 2016 году оказался «наводнён» отсылками и мемами к Undertale. Популярность игры объяснялась возможностью избирать пацифистский путь в игре и возможность сдружиться с теми персонажами, которые кажутся врагами. Это стало причиной того, что игроки стали особенно привязываться к персонажам. Также популярности игры способствовали обилие шуток, каламбуров мемов, а также сюжет, дружественный к ЛГБТ.
Профессиональный рестлер Кенни Омега выразил свою любовь к игре Undertale, переодевшись в костюм Санса на шоу AEW Dynamite 30 октября 2019 года. Костюм Санса для Mii-бойца также был добавлен в игру Super Smash Bros. Ultimate и получил положительные отзывы у фанатов, хотя редакция The Commonwealth Times назвала дополнение «потенциальной проблемой» из-за снижения фактора ностальгии для каждого нового персонажа и постоянно увеличивающегося размера списка.
Фанатская аудитория также становилась предметом отрицательного внимания из-за своей чрезмерной токсичности. Например видеоблогер Markiplier отказался от стрима Undertale после первого видео, потому что фанаты игры организовали против него травлю из-за того, что он играл «неправильно». На травлю жаловались и другие ютуберы, которые становились целью атаки фэндома, если избирали «неверный» по мнению фанатов путь прохождения. Идея пацифизма выступает важной ценностью для сообщества Undertale, поэтому внутри него утвердилось мнение, что «путь пацифиста» является единственным допустимым с этической точки зрения способом прохождения, даже «нейтральный путь» считался спорным. Некоторые фанаты всерьёз считали игроков, избирающих путь «геноцида», злыми, аморальными и подвергали их публичному осуждению. Споры прокомментировал и Фокс, заметив, что каждый имеет права играть так, как он хочет, и что путь геноцида также открывает некоторые интересные сюжетные повороты. Редактор Kotaku однако заметил, что внутри самого фэндома царит в целом дружественная атмосфера, а многие её представители утверждали, что сумели улучшить навык рисования или сочинения музыки, делясь своими результатами внутри сообщества.

### Награды
Игра получила многочисленные награды. Она стала «Игрой месяца», «Самой забавной игрой на ПК» по версии Rock, Paper, Shotgun, «лучшей игрой всех времён» по версии GameFAQs, «игрой года на ПК» по версии The Jimquisition, Zero Punctuation и IGN. Undertale также была признана лучшей игрой на ПК редакцией Destructoid, получила премии Премия «культурной инновации Мэтью Крампа» и «самой успешно финансируемой игры» на вручении SXSW Gaming Awards; и награды, как «оригинальная ролевая игра» от Национальной академии экспертов по торговле видеоиграми.
Undertale также получила награды и номинации в различных категориях, в частности за сюжет, повествование и элемент ролевой игры. На вручении IGN 's Best of 2015, игра получила награду за «лучшую историю». Игра также была номинирована на инновационную премию, лучший дебют, и лучшую историю на конкурсе Game Developers Choice Awards. В 2016 году, на фестивале независимых игр, Undertale получила приз зрительских симпатий и три номинации в категории «Превосходное звуковое сопровождение», «Превосходное повествование» и «Гран-при Шеймуса Макнелли». Жюри SXSW Gaming Awards назвало Undertale самой успешной краудфандинговой игрой и наградило её премией Мэтью Крампа за культурные инновации. В этом же году, на церемонии награждения Steam Awards, игра была номинирована на премию «Я не плачу, просто что-то в глаз попало». Редакция Polygon назвала Undertale одной из лучших игр десятилетия.